# Chatchai Plengpanich

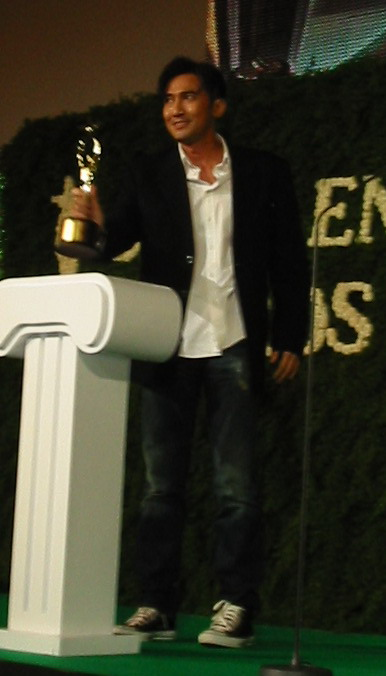

Chatchai Plengpanich (Thai: ฉัตรชัย เปล่งพานิช; * 17. Januar 1960 in der Provinz Kanchanaburi, Zentral-Thailand) ist ein thailändischer Schauspieler. Er hat in vielen Filmen und Seifenopern thailändischer Produktion mitgewirkt.

## Biografie
Chatchai wurde in der Provinz Kanchanaburi geboren. Sein Vater war Polizist und musste mit seiner Familie aus beruflichen Gründen immer wieder innerhalb Thailands umziehen. In Nakhon Pathom ging Chatchai auf das prestigeträchtige King’s College. Dort hatte Chatchai Leidenschaft für Rugby entwickelt.
Nach dem Schauspielstudium auf dem King’s College lernte er Sinjai Plengpanich kennen. Nachdem Chatchai seine ersten Filmauftritte hatte, setzte er Sinjai als Hauptdarstellerin in einigen seiner Filme ein.
Das Paar heiratete bald darauf. Bislang haben Sinjai und Chatchai drei gemeinsame Kinder.

## Auszeichnungen und Nominationen
- Preisträger in der Kategorie „Bester Schauspieler“, Hit Man File, Bangkok Critics Assembly, 2005
- Preisträger in der Kategorie „Bester Schauspieler“, Necromancer, Thailand National Film Awards, 2005
- Nominierung in der Kategorie „Bester Schauspieler“, Hit Man File Thailand National Film Awards, 2005

## Filme

### Mit Chatchai in Hauptrollen
- 1981: Raya
- 1990: Tawipob
- 1994: Salween
- 1998: Fah
- 2001: Die Legende der Suriyothai
- 2002: Taloompuk
- 2004: Necromancer
- 2004: Zee Oui – Der Kannibale
- 2005: Sum muepuen
- 2005: Jom kha mung wej
- 2007: Phii mai jim fun
- 2007: King Naresuan – Der Herrscher von Siam

### Dramen
- Split Second (chinesisch: 爭分奪秒); (2004, Fernsehserie aus Hong Kong, Cantonese TVB television)

### Seifenopern
- Koung Jak Rai Dok Bua (2007)
- Sapai Part-time (2006)
- Jao Sao Prissana (1999)
- Reun Mayura (1997)
- Rom Chat (1995) – mit Sinjai Plengpanich
- Nai Fun (1992) – mit Sinjai Plengpanich
- Si Paen Din (1991)
- Prissana (1987)
- Sai Lohit (1986)
- Rai Sanae-ha (1985)
- Condominium (1984)

### Director’s Cut Movies
- Kum mun sanya (1993)